# Cabela's African Safari
Cabela's African Safari is een videospel ontwikkeld door FUN labs en uitgegeven door Activision. African Safari is een jachtspel en is uitgeven voor op de Xbox 360, PlayStation 2, PlayStation Portable en Microsoft Windows.
De speler is een jager die kan jagen op roofdieren en groot wild in Afrikaanse regio's. De regio's zijn: Zuid-Afrika, Namibië, Botswana (PS2, PC, Xbox 360), Zimbabwe, Mozambique en Tanzania (PSP, Xbox 360). Tijdens het jagen kan de speler ook gebruikmaken van voertuigen, waaronder Jeeps.

## Jachtdieren
Er zijn in totaal 36 zoogdieren, één reptiel en zeven vogels waarop gejaagd kan worden. Sommige dieren, vooral roofdieren, zullen aanvallen wanneer de speler te dichtbij komt. Andere dieren, zoals zebra's, rennen weg wanneer ze de speler horen, zien of ruiken.

### Zoogdieren
- Afrikaanse luipaard
- Baviaan
- Blauwe gnoe
- Bontebok
- Bosbok
- Bosolifant
- Caracal
- Dikdik
- Duiker
- Elandantilope
- Gemsbok
- Gevlekte hyena
- Grant's zebra
- Grote koedoe
- Hartenbeest
- Impala
- Jachtluipaard
- Kafferbuffel

- Klipspringer
- Knobbelzwijn
- Leeuw
- Litschiewaterbok
- Nijlpaard
- Nyala
- Reebokantilope
- Rietbok
- Roanantilope
- Rode duiker
- Sabelantilope
- Savanneolifant
- Springbok
- Steenbokantilope
- Waterbok
- Witstaartgnoe
- Witte neushoorn

### Vogels
- Geelsnaveleend
- Nijlgans
- Rotsduif
- Roodsnavelpijlstaart
- Spoorwiekgans
- Struisvogel
- Zomertortel

### Reptielen
- Nijlkrokodil

## Non-jachtdieren
Deze dieren komen voor in het spel, maar zijn nooit een doelwit. En op ze schieten is dan ook verboden. De Impala is alleen verboden om op te jagen in Zimbabwe.
- Afrikaanse wilde hond
- Albatros
- Chimpansee
- Flamingo
- Gestreepte langstaartkoekoek
- Giraffe
- Impala
- Kardinaalspecht
- Roze pelikaan
- Westelijke gorilla

## Ontvangst
| Beoordeeld door                  | Platform      | Datum            | Score |
| -------------------------------- | ------------- | ---------------- | ----- |
| IGN                              | Windows       | 14 november 2006 | 73%   |
| IGN                              | PlayStation 2 | 14 november 2006 | 73%   |
| IGN                              | PSP           | 14 november 2006 | 73%   |
| Digital Entertainment News (den) | PlayStation 2 | 7 december 2006  | 72%   |
| TeamXbox                         | Xbox 360      | 16 januari 2007  | 67%   |
| Xbox360Achievements              | Xbox 360      | 24 juni 2007     | 65%   |
| IGN                              | Xbox 360      | 5 augustus 2007  | 50%   |
| AceGamez                         | PSP           | 7 januari 2007   | 50%   |
| The Video Game Critic            | Xbox 360      | 19 juni 2007     | 33%   |
| Game Critics                     | Xbox 360      | 22 mei 2007      | 20%   |